# Піроелектрики
Піроеле́ктрик  — речовина, в якій існує спонтанний електричний дипольний момент. Кристалічні діелектрики, що володіють спонтанною (мимовільною) поляризацією, тобто поляризацією під час відсутності зовнішніх впливів.

## Приклади
Це спонтанно поляризовані п’єзоелектрики, ступінь поляризації яких залежить від температури. Отже, усі піроелектрики є п'єзоелектриками, а отже кристалічними речовинами без центру інверсії.
Прикладом піроелектрика є турмалін. До піроелектриків належать також вермікуліт, нефелін, канкриніт, піротин та інші мінерали.

## Будова та структура
Кристали піроелектриків мають особливі осі, для яких властивості кристалів різні в позитивному та негативному напрямку. При нагріванні такого кристалу один його кінець заряджається позитивно, другий – негативно. Поява зарядів на поверхні піроелектриків пов’язана з додатковим зміщенням диполів вздовж електричної осі під дією температури. Піроефект має зворотний характер. 
Кристали, які є піроелектриками лише в певному діапазоні температур, називаються сегнетоелектриками.
Зазвичай заряди на поверхні піроелектрика нейтралізуються порошинками, які налипають на неї з повітря. Проте нескомпенсовані заряди виникають при нагріванні таких кристалів. Виникнення зарядів на поверхні піроелектриків при нагріванні називається піроелектричним ефектом. В існуванні заряджених поверхонь можна також переконатися при розломі кристалу.